# شاسی کوپله

الکتروموتور و پمپ کوپل شده

پمپ ها از جمله پمپ های  فشار قوی و گریز از مرکز به تنهایی کار نمی کنند بنابراین انرژی الکتریکی خود را باید از یک منبع تامین کنند. این منبع الکتریکی همان الکتروموتور ها هستند. 

## نحوه ساخت شاسی کوپله
در ابتدای کار با توجه به میزان آبدهی و ارتفاع، نوع پمپ و الکتروموتور را انتخاب می‌کنیم سپس برای اینکه پمپ و الکتروموتور را به اصطلاح با هم کوپل کنیم به یک قطعه به نام کوپلینگ احتیاج داریم. کوپلینگ قطعه متصل کننده شفت پمپ و شفت الکتروموتور می باشد و زمانی که الکتروموتور شروع به کار کرد و شفت آن به چرخش درآمد، به کمک کوپلینگ که شفت پمپ و الکتروموتور را به هم متصل کرده است، شفت پمپ نیز شروع به چرخش می کند و پمپ راه اندازی می شود.
نکته اصلی اینجاست که هر پمپ و الکتروموتور کوپلینگ استاندارد خود را دارند و طبق جدول استاندارد های شرکت تولید کننده سایز کوپلینگ ها با توجه به کیلووات الکتروموتور انتخابی برای پمپ مورد نظر صورت می‌گیرد. اما این مرحله انتهای کار نیست! هر دو طرف کوپلینگ باید با توجه سایز شفت پمپ و الکتروموتور تراشیده شود. سایز شفت پمپ ها را میتوان از کاتالوگ محصولات تولید کنندگان پمپ و سایز شفت الکتروموتور انتخابی نیز از کاتالوگ آن محصول مشخص کرد.

## نحوه انتخاب الکتروموتور و پمپ
برای مثال پمپ انتخابی، 200-100 است و با توجه به ارتفاع 13 متری و آبدهی 130 مترمکعب در ساعت، الکتروموتور مناسب 5/7 کیلووات 1500 دور می باشد. با توجه به استاندارد های شرکت‌های پمپ سازی سایز کوپلینگ برای الکتروموتور 5/7 کیلووات، 110 است.  طبق کاتالوگ شرکت‌های پمپ سازی سایز شفت پمپ 200-100 ، 32 است و طبق کاتالوگ شرکت های تولید کننده الکتروموتور (الکتروموتور می تواند از هر برندی باشد) سایز شفت الکتروموتور 5/7  کیلووات 1500 دور آلومینیوم 38 است. حال سایز شفت پمپ و الکتروموتور را داریم سپس کوپلینگ را طبق سایز های مشخص شده می تراشیم. قدم بعدی انتخاب سایز ناودانی است که باید مطابق با جدول استاندارد اشتال باشد.

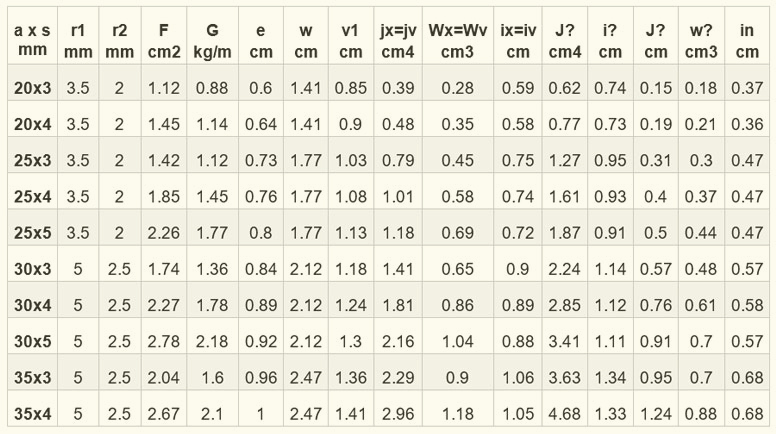
جدول اشتال که کتابی کوچک حاوی اندازه گیری های دقیق مقاطع فولادی است، راهنمایی مفید برای دست اندرکاران عرصه ساخت و ساز محسوب می شود.

طبق استاندارد شاسی کوپله و جدول اشتال، با توجه به کیلووات الکتروموتور سایز ناودانی را انتخاب می‌شود. برای مثال ناودانی 200-100 با الکتروموتور 5/7 کیلووات 1500 دور سایز 12 است. در آخر بقیه مراحل را به مونتاژکار می سپاریم و کار شاسی کوپله به پایان می رسد.